# Procrastinació
En psicologia, procrastinació (paraula derivada del llatí pro: "endavant" i cras: "demà") és l'acció o hàbit de deixar per a més endavant accions o activitats que s'han d'atendre per d'altres de més irrellevants i agradables.
La procrastinació és un trastorn del comportament associat a la percepció de l'acció que cal realitzar amb el canvi, el dolor o la incomoditat (estrès). La procrastinació també pot ser un símptoma de certs trastorns psicològics com la depressió o el TDAH (hiperactivitat). Aquest pot ser psicològic (amb la forma d'ansietat o frustració), físic (com l'experimentat durant actes on cal treballar intensament o fer un gran esforç), o intel·lectual. El terme s'aplica normalment al sentit d'ansietat generada davant d'una tasca pendent de concloure. L'acte que es posposa pot ésser percebut com a aclaparador, desafiant, inquietant, perillós, difícil, tediós o avorrit, és a dir, estressant, per la qual cosa autojustifica posposar-lo a un futur 'sine die' idealitzat, en què l'important és supeditat a l'urgent.
La causa psicològica de la procrastinació varia en gran manera, però generalment és un tema d'ansietat, baixa autoestima o trastorn d'autoderrota.
Des del punt de vista de la psicologia del comportament, James Mazur afirma que és un cas de comportament impulsiu oposat al comportament d'autocontrol.

## Característiques
La procrastinació com a costum pot portar a la dependència de certs estímuls com els de navegar per Internet, sortir de compres o menjar de forma compulsiva, entre d'altres.
La síndrome de l'estudiant, el fet que molts estudiants esperen fins al darrer moment per posar-se a estudiar, es presenta també en altres activitats com la del pagament d'impostos.

### Bases psicològiques i de personalitat
William Knaus, a «Superar el hábito de posponer», proposa una sèrie de característiques personals que són pròpies de les persones amb tendència a la postergació:
- Creences irracionals: basades en una pobra autoimatge i autoconcepte que els fa veure com inadequats o incompetents, o veuen el món amb unes exigències massa elevades que no es veuen capaços de complir.
- Perfeccionisme i por al fracàs: postergar, i justificar un resultat final per manca de temps, serveix d'excusa per evitar la por al fracàs a tasques on no hi ha garanties d'èxit. Són persones perfeccionistes i autoexigents que es marquen metes poc realistes.
- Ansietat i catastrofisme: l'acumulació de feina suposa un cúmul correlatiu del nivell d'ansietat. La dificultat per prendre decisions i la recerca de garanties d'èxit abans d'iniciar una tasca provoca finalment sentiments catastrofistes i, com a resultat, se senten saturats i indefensos. Poden sentir autocompassió, escudant-se en el fet que no són aptes per a les exigències del món on els ha tocat viure.
- Ràbia i impaciència: les exigències desmesurades i el catastrofisme provoquen també ràbia i impaciència. Poden sorgir idees del tipus «jo sol hauria de ser capaç de fer això», «com en sóc d'idiota!», o «no puc tolerar aquesta ansietat!». Aquestes persones perfeccionistes, en no complir amb les metes que es marquen, es mostren agressives contra si mateixes i acaben atrapades a un cercle d'enuig-rebel·lió que empitjora el seu rendiment.
- Necessitat de sentir-se estimat: el desig de fer tasques d'acord amb la recompensa amb forma d'amor o acceptació dels altres. La creença subjacent és: «tothom hauria estimar-me per poder estimar-me a mi mateix». Basa la seva vàlua com a persona a l'acceptació i atenció rebudes. Si se'ls recompensa amb les seves demandes implícites se senten forts psicològicament i, per contra, se senten poc vàlids quan no obtenen el qual desitgen. Per aquest motiu aquestes persones accepten tota mena de demandes dels altres per tal d'agradar.
- Sentir-se saturat: la feina se'ls acumula i es veuen incapaços d'establir prioritats. Això provoca sentiments d'ansietat, estrès, angoixa, indecisió, impotència, immobilització i fracàs, la qual cosa tanca un cercle viciós del qual no poden escapar.

## Tipus de procrastinació
N'hi ha tres: 
- Per evasió, quan s'evita començar per por al fracàs (autoestima baixa).
- Per activació, quan s'endarrereix una tasca fins que no hi ha més remei que fer-la. És un problema contrari a l'anterior.
- Per indecisió, a persones indecises que proven de fer la tasca però sense decidir-se de quina manera fer-la.

## Les reaccions a l'endarreriment

### Justificació
Les respostes a l'hora d'afrontar la dilació són sovint emocionals o orientades a l'evitació en comptes de a resoldre la tasca problemàtica.
L'afrontament orientat a l'emoció provoca la reducció de l'estrès (i la dissonància cognitiva) associats amb la dilació intencionada dels objectius personals importants, una opció que proporcioni plaer immediat i, en conseqüència, sigui molt atractiu per als procrastinadors impulsius.

Hi ha centenars d'estratègies orientades a l'emoció identificades, de manera similar als freudians mecanismes de defensa, estils d'afrontament i col·locació d'obstacles (self-handicapping).
Aquestes inclouen l'ús del següents:
- Evasió: Quan s'evita el lloc o situació en què la tasca es duu a terme (per exemple, un estudiant graduat evita anar a la Universitat).
- Distracció: Quan un s'involucra o se submergés en altres conductes o accions per evitar la presa de consciència de la tasca (per exemple, jugar intensivament a videojocs o la navegació per Internet).
- Banalització: Quan es demora la tasca prevista replantejant-la per no ser tan important (per exemple, "Estic posposant d'anar al dentista perquè, saps què? Les dents no són tan importants!").
- Hipòtesis a la baixa: Quan es compara la situació amb d'altres de pitjors (per exemple, "Sí, vaig endarrerir-me i només em van posar un B al curs, però no ho vaig deixar, com sí que ho va fer un altre estudiant"). La hipòtesi ascendent seria tenint en compte què hauria passat si no ho deixéssim per a després.
- Humor: Fent broma de la tasca a executar enfotent-se de les conseqüències de la postergació.
- Atribucions externes: Que la causa de la dilació es deu a forces externes que s'escapen al nostre control (per exemple, "Ho estic postergant perquè la tasca no és justa").
- Reformulació: Fingint que iniciar precoçment un projecte és perjudicial per a la seva execució i que deixar la feina per al darrer moment produirà millors resultats (per exemple, "Sóc més creatiu a les 4:00 de la matinada, sense dormir").
- Negació: Pretendre que el comportament procrastinatori en realitat no ha estat una postergació, sinó que s'han complert amb tasques molt més importants que ho han impedit.

Les tasques orientades a afrontar la resolució de problemes són menys freqüents en el procrastinador perquè són més eficaces amb la reducció de la dilació. Si s'apliquen, és menys probable que el procrastinador continuï reproduint aquest comportament. Requereix canviar activament el comportament o situació per impedir que es repeteixi la dilació.

### La procrastinació a la literatura
- Ivan Gontcharov, Oblomov (1859)
- Marcel Proust, La Prisonnière (novel·la) (1925)
- John Irving, El món segons Garp (1978)
- Terry Pratchett, Procrastination (2005)
- Jorge Cham, Piled Higher and Deeper
- Steel, Piers. THE PROCRASTINATION EQUATION. How to Stop Putting Things Off and Start Getting Stuff Done (e-book  PDF) (en anglès).  HarperCollins, 2011. ISBN 9780062035257.